# Pietra Marazzi
Pietra Marazzi (piemontesisch la Prèja) ist eine Gemeinde in der italienischen Provinz Alessandria (AL), Region Piemont.

## Lage und Einwohner
Die Gemeinde Pietra Marazzi liegt 10 kn nordöstlich von der Provinzhauptstadt Alessandria auf einer Höhe von 95 m über dem Meer am Zusammenfluss des Bormida mit dem Tanaro. Das Gemeindegebiet umfasst eine Fläche von 7,83 km² und hat 878 (Stand 31. Dezember 2023) Einwohner. Zur Gemeinde gehört der Ortsteil Pavone. 
Die Nachbargemeinden sind Alessandria, Montecastello und Pecetto di Valenza. 

## Geschichte

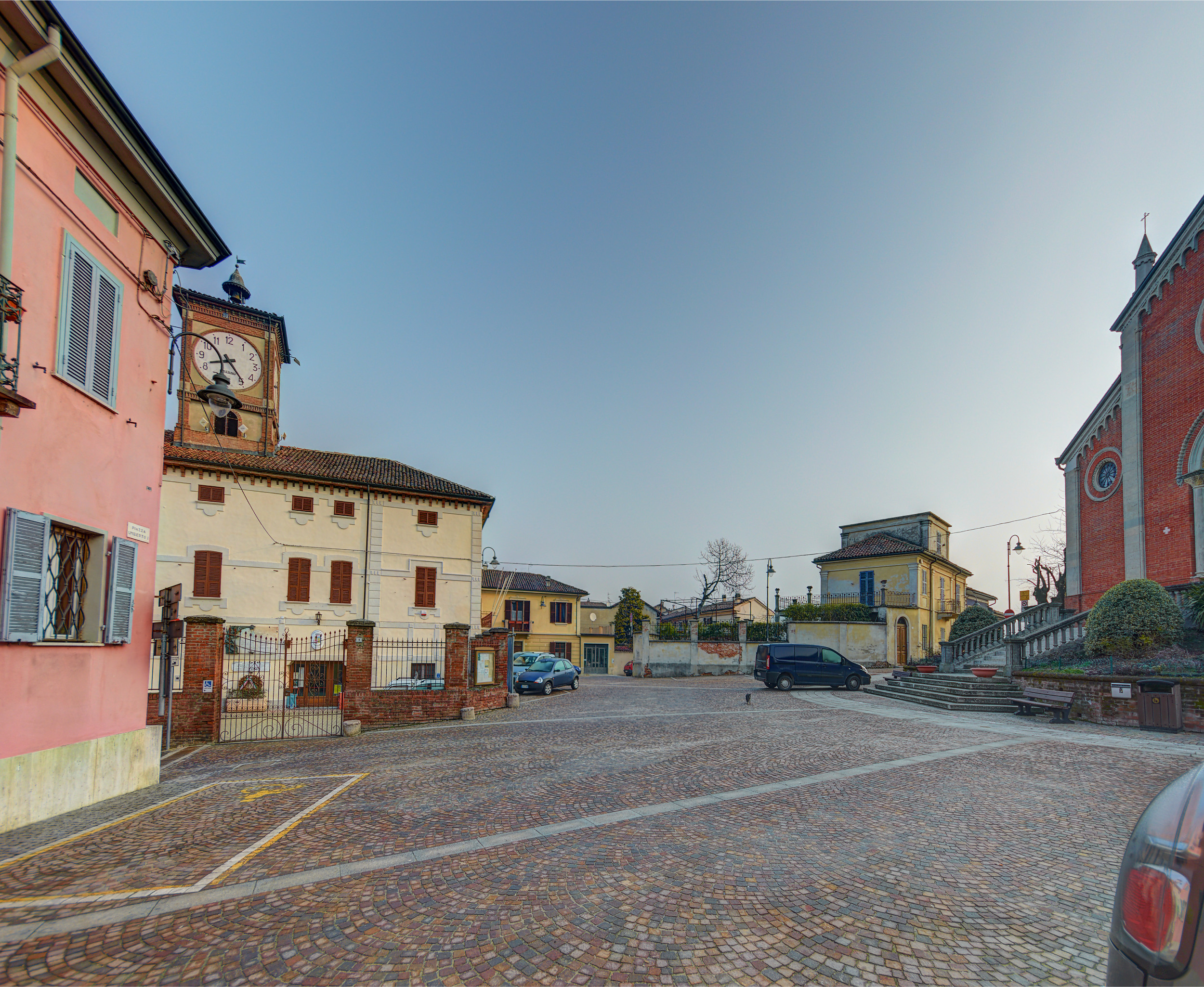
Piazza Umberto I

Der Name Pietra Marazzi stammt aus dem lateinischen Petra Maricorum (oder Mariciorum), was sich auf den ligurischen Stamm der Marici bezieht, die in dieser Gegend siedelten. Im Jahre 222 v. Chr. wurde der Ort von den Römern erobert, wie Funde belegen, die bei archäologischen Ausgrabungen im Jahr 1834 in der Gegend gefunden wurden. Bei dieser Ausgrabung wurden einige Silbermünzen mit dem Bildnis des Kaisers Guido aus dem Jahr 891 gefunden. In der Antike hieß der Ort Rocca dei Marazzi.
Im Mittelalter gehörte es zur Kirche von Pavia und wurde später Teil der Herrschaft der Paläologen, die es als Lehen mit Grafentitel der Familie Sacchi übertrugen. Von diesen ging es 1558 an die örtliche Herrschaft der Cani-Bisnati über.

## Sehenswürdigkeiten
- Das im 11. Jahrhundert erbaute Oratorium von San Bernardo, in dem noch Spuren der antiken romanischen Fabrik jener Zeit zu sehen sind.
- Reste des mittelalterlichen Bürgerturms.
- Die Pfarrkirche San Martino di Tours, die 1869 erbaut wurde und sich durch eine hohe achteckige Laterne auszeichnet.
- Das alte Schloss wurde mehrmals umgebaut.

## Kulinarische Spezialitäten
Bei Pietra Marazzi werden Reben der Sorte Barbera zur Erzeugung des Barbera del Monferrato angebaut.